# Arrondissement de Saint-Martin-Saint-Barthélemy
L'arrondissement de Saint-Martin-Saint-Barthélemy était un arrondissement du département d'outre-mer (DOM) de la Guadeloupe, dont il formait les « îles du Nord », jusqu'à la promulgation de la loi du 21 février 2007 au journal officiel no 45 du 22 février 2007 faisant des trois cantons deux nouvelles collectivités d'outre-mer (COM) distinctes : Saint-Martin et Saint-Barthélemy.

## Création
L'arrondissement de Saint-Martin-Saint-Barthélemy est créé au 8 février 1963 par le décret du 1er février 1963.

## Composition
- Canton de Saint-Barthélemy, limité à une commune, maintenant Saint-Barthélemy
- Canton de Saint-Martin-1, limité à une commune, aujourd'hui partie de Saint-Martin
- Canton de Saint-Martin-2, limité à une commune, aujourd'hui partie de Saint-Martin